# آية قزقز
آية قزقز هي لاعبة سباق يخوت تونسية وُلدت في 12 مارس 2005، ومثلت تونس في دورة الألعاب الأولمبية الصيفية عام 2020 مع شقيقتها التوأم سارة قزقز، حيث شاركتا في منافسات 49 إي آؤ للسيدات. توفيت آية قزقز في 10 أبريل عام 2022 بعد غرق القارب الذي كانت تستقله الأختين أثناء التدريب.

## المسيرة الرياضية
في عام 2021 شاركت آية قزقز برفقة شقيقتها سارة قزقز في منافسات 49 إي آؤ في دورة الألعاب الأولمبية الصيفية التي أقيمت بمدينة طوكيو في اليابان، وكانت آية قزقز هي أصغر تونسية تشاركة في البطولة، فقد كانت شقيقتها التوأم سارة تكبرها في السن بدقيقتين. لم يتمكن الثنائي التونسي المكون من آية فزفز وسارة قزقز من الوصول إلى الدور النهائي في البطولة، واحتلتا المركز الحادي والعشرين والأخير في منافسات تلك الفئة. 

## وفاتها
في 10 أبريل عام 2022 لقيت آية قزقز مصرعها وتوفيت عن عمر ناهز السابعة عشرة بعدما تعرض القارب الذي كانت تستقله مع شقيقتها للغرق قبالة شواطئ مدينة تونس بسبب الرياح العاتية أثناء التدريب استعدادا للمشاركة في إحدى المنافسات الدولية، على حين نجت شقيقتها من الحادث.